# Port lotniczy Ulithi
Port lotniczy Ulithi – port lotniczy zlokalizowany na wyspie Ulithi, w Mikronezji.